# هوي موراليس
هوي موراليس (بالإنجليزية: Howie Morales)‏ هو سياسي أمريكي، ولد في 5 يناير 1973 في سيلفر سيتي في الولايات المتحدة. حزبياً، نشط في الحزب الديمقراطي. وقد انتخب عضو مجلس ولاية نيومكسيكو.